# Merinthopodium
Merinthopodium ist eine Pflanzengattung aus der Familie der Nachtschattengewächse (Solanaceae) mit wahrscheinlich nur drei Arten. Die Arten der Gattung besitzen die längsten Blütenstände innerhalb der Familie.

## Beschreibung
Merinthopodium sind etwa 1 bis 1,5 m hohe Sträucher oder Lianen, die nur selten terrestrisch wachsen, sondern epiphytisch bis halbepiphytisch. Die Laubblätter sind beinahe lederig bis membranartig, elliptisch-langgestreckt bis eiförmig-langgestreckt und langzugespitzt, auch die Blattbasis ist zugespitzt. Sie besitzen eine Größe von 9,5 bis 15 (20) × (3,5) 4 bis 9 (13) cm und stehen an (5) 15 bis 30 (48) mm langen Blattstielen.
Die hängenden Blütenstände stehen in den Achseln oder leicht außerhalb der Achseln, sie bestehen aus (einer) drei bis neun (14) Blüten und können entweder einfach oder gegabelt sein. Die Blütenstandstiele sind mit (12) 20 bis 35 (90) cm sehr lang, (12) 15 bis 20 (35) mm dick, glatt und biegsam. An der Spitze bilden sie einen verdickten, kurzen Bereich von etwa 3 bis 15 cm aus. Die Blütenstiele sind 20 bis 30 (80) mm lang. Der glockenförmige, radiärsymmetrische Kelch ist (13) 16 bis 40 (50) mm lang, die Kelchröhre ist deutlich kürzer als die Kelchlappen, die eiförmig-lanzettlich, manchmal zugespitzt geformt sind und etwa bis zur Hälfte der Kronröhre reichen. Auf dem Kelch stehen kurze Trichome. Die Krone ist meist olivgrün mit violetten Streifen, glockenförmig, je nach Art 3 bis 5,8 oder 7 bis 10 cm lang, die Kronlappen sind länglich zugespitzt, während der Blüte zurückgebogen und etwa 1/3 bis 2/7 so lang wie die restliche Krone. Die Antheren sind an der Basis oder dorsal der Basis fixiert, (7,5) 10 bis 12 (17) mm lang und 1 bis 3 mm breit. Die Staubfäden sind etwa 5 mm oberhalb der Kronenbasis fixiert. Die Pollenkörner haben eine Größe von 41 bis 55 µm, das Exine (Pollenkornwand) ist etwa 1,5 µm dick. Das Gynoeceum ist zweifruchtblättrig, der Fruchtknoten zweikammerig, die Nektarien sind gut ausgeprägt. Der glatte Griffel endet in einem sattelförmigen Stempel. Die Befruchtung erfolgt durch Fledermäuse.
Die Früchte sind 1,3 bis 2,0 cm lange Beeren, die vom sich während der Fruchtreife leicht vergrößernden Kelch umschlossen werden. Die fast bumerang-förmigen Samen sind 2 bis 2,8 mm lang. Das Besondere dabei ist, dass die Seite mit dem Hilum nicht konkav, sondern gerade ist. Der gebogene Embryo ist dick und kurz, die Kotyledonen sind enganliegend, länger als breit, das Endosperm ist nur spärlich ausgebildet.
Raupen von Melinaea ethra fressen an den Pflanzen.

## Systematik
Die Systematik der Gattung ist unklar, es können jedoch mindestens drei Arten unterschieden werden:
- Merinthopodium neuranthum (Hemsl.) Donn.Sm.: Sie kommt von Guatemala bis Panama vor.[1]
- Merinthopodium pendulum (Cuatrec.) Hunz.: Sie kommt von Kolumbien bis ins nordwestliche Venezuela vor.[1]
- Merinthopodium vogelii (Cuatrec.) Castillo & R.E.Schult.: Sie kommt in Kolumbien vor.[1]

Nicht mehr zu dieser Gattung wird gerechnet:
- Merinthopodium campanulatum Donn.Sm.: => Markea campanulata (Donn.Sm.) Lundell